# Приморскоахтарски рејон
Приморскоахтарски рејон (рус. Приморско-Ахтарский район) административно-територијална је јединица другог нивоа и општински рејон смештен у западном делу Краснодарске покрајине, односно на југозападу европског дела Руске Федерације.
Административни центар рејона је град Приморско-Ахтарск.
Према подацима националне статистичке службе Русије за 2017. на територији рејона живело је 59.425 становника или у просеку око 23,7 ст/км². По броју становника налази се на 29. месту међу административним јединицама Покрајине. Површина рејона је 2.504 км².

## Географија
Приморскоахтарски рејон се налази у западном делу Краснодарске покрајине, обухвата територију површине 2.503,6 км² и по том параметру други је по величини рејон у Покрајини. Граничи се са Славјанским и Калињинским рејоном на југу, на југоистоку је Тимашјовски, а на истоку Брјуховечки и Каневски рејон. На северу излази на обале Бејсушког лимана чија акваторија га раздваја од Јејског рејона на северу. На западу излази на обале Азовског мора. 
Територија Приморско-ахтарског рејона обухвата најзападнији, а уједно и најнижи део Кубањско-приазовске степе и то је подручје уз обалу Азовског мора са бројним лиманским језерима (део пространије ујезерене зоне познате као Кубањски лимани). Највећи лимани су Ахтарски и Кирпиљски. Најважнији водотоци на овом подручју су река Кирпили која свој ток завршава у Кирпиљском лиману у централном делу рејона, те Протока, највећи рукавац реке Кубањ у њеној истоименој делти на југу рејона. У северном делу у Бејсушки лиман се улива река Бејсуг.

## Историја
Приморскоахтарски рејон је успостављен 2. јуна 1924. као административна јединица тадашњег Кубањског округа Југоисточне области, и првобитно се састојао од 6 сеоских општина. Пре него што је 1937. ушао у састав данашње Краснодарске покрајине, налазио се у границама, прво Севернокавкаске, а потом Азовско-Црноморске покрајине. Краткотрајно је био расформиран у периоду 1963−1965. године.

## Демографија и административна подела
Према подацима са пописа становништва из 2010. на територији рејона живело је укупно 60.327 становника, док је према процени из 2017. ту живело 59.425 становника, или у просеку око 23,7 ст/км² (најређе насељен рејон у Покрајини). По броју становника налази се тек на 29. месту у Покрајини. 
| 1959.  | 1970.  | 1979.  | 1989.  | 2002.  | 2010.  | 2017.   |
| ------ | ------ | ------ | ------ | ------ | ------ | ------- |
| 47.918 | 56.234 | 55.335 | 54.795 | 60.913 | 60.327 | 59.425* |

Напомена:* Према процени националне статистичке службе. 
На територији рејона налази се укупно 34 насељена места административно подељена на 9 другостепених општина (једну урбану и 8 руралних). Административни центар рејона и његово највеће насеље је град Приморско Ахтарск са око 32.000 становника. Једино насеље са више од 5.000 становника је још и станица Брињковскаја са око 5,1 хиљада житеља.